# Zaicino Oreșe, Șumen
Zaicino Oreșe (în bulgară Зайчино Ореше) este un sat în comuna Novi Pazar, regiunea Șumen,  Bulgaria. 

## Demografie
Componența etnică a satului Zaicino Oreșe
     Turci (2,92%)
     Bulgari (91,7%)
     Nicio identificare (5,36%)
     Altele (0%)
La recensământul din 2011, populația satului Zaicino Oreșe era de 205 locuitori. Din punct de vedere etnic, majoritatea locuitorilor (91,7%) erau bulgari, cu o minoritate de turci (2,92%). Pentru 5,36% din locuitori nu este cunoscută apartenența etnică.